# Rosencrantz y Guildenstern
Rosencrantz y Guildenstern son personajes de la tragedia Hamlet de William Shakespeare. Son amigos de la infancia de Hamlet, convocados por el rey Claudio para distraer al príncipe de su aparente locura y, si es posible, averiguar la causa de la misma. Los personajes revivieron en la sátira de W. S. Gilbert, Rosencrantz and Guildenstern, y como los héroes alienados de la obra absurda de Tom Stoppard, Rosencrantz y Guildenstern están muertos, que fue adaptada al cine.
Rosencrantz ("corona de rosas") y Gyldenstjerne/Gyllenstierna ("estrella de oro") eran nombres de familias nobles danesas (y noruegas, y suecas) del siglo XVI; los registros de la coronación real danesa de 1596 muestran que una décima parte de los aristócratas participantes llevaban uno u otro nombre. James Voelkel sugiere que los personajes llevan el nombre de Frederik Rosenkrantz y Knud Gyldenstierne, primos de Tycho Brahe que habían visitado Inglaterra en 1592.

## Hamletde Shakespeare
La mayoría de los personajes de Hamlet tienen nombres clásicos, en contraste con los "particularmente daneses" de Rosencrantz y Guildenstern. Estos nombres eran comunes en la corte de Federico II y Cristián IV, y también en la Universidad de Wittenberg, institución en la que se menciona que Hamlet estudió (se refiere a ellos como "mis dos compañeros de escuela").
En Hamlet, Rosencrantz y Guildenstern aparecen por primera vez en el acto II, escena 2, donde intentan ganarse la confianza del príncipe Hamlet, su amigo de la infancia. El lenguaje suave y cortesano que emplean los convierte inmediatamente en aduladores que en realidad sirven de espías para el corrupto rey Claudio, tío de Hamlet, que ha usurpado el trono y que constantemente intenta controlar a su sobrino. Hamlet les da la bienvenida como "excelentes amigos", pero, al ver su apariencia, comenta que no van a "tratar con justicia" su misión. Al darse cuenta de que carece de aliados, a excepción de Horacio, Hamlet pronuncia el discurso "Qué pedazo de hombre es" ante Rosencrantz y Guildenstern.
En el Acto III, Hamlet parece abandonar la pretensión de amistad, despidiéndose fríamente de los dos en la escena 2. La línea 319 es quizás el único uso que hace del "nosotros" real en la obra, aunque también puede estar dirigiéndose a la otra persona presente en el escenario, Horacio, con quien Hamlet vio por primera vez al fantasma del que están hablando. A su madre, le comenta en la escena 4 que "confiaré en [ellos] como en los colmillos de los ciervos".
Cuando Hamlet mata a Polonio, recluta a Rosencrantz y Guildenstern para que acompañen a Hamlet a Inglaterra, entregándoles una carta para el rey de Inglaterra en la que se le ordena que haga matar a Hamlet. (Al parecer, desconocen el contenido de la carta, aunque Shakespeare nunca lo dice explícitamente). Durante el viaje, el desconfiado Hamlet encuentra y reescribe la carta, ordenando al verdugo que mate a Rosencrantz y Guildenstern en su lugar. Cuando su barco es atacado por piratas, Hamlet regresa a Dinamarca, dejando morir a Rosencrantz y Guildenstern; comenta en el Acto V, Escena 2 que "No están cerca de mi conciencia; su derrota / Crece por su propia insinuación". Los embajadores que regresan más tarde informan de que "Rosencrantz y Guildenstern han muerto".
Como agentes de la corrupción que infecta la corte, los dos contribuyen a preparar el enfrentamiento entre Hamlet y Claudio. Shakespeare espera que el público aprecie la justicia poética de sus muertes: aunque es muy probable que ignoren el contenido mortal de la carta que llevan a Inglaterra y sean, en esa medida, víctimas inocentes de las represalias de Hamlet, se considera que han recibido su merecido por su participación en las intrigas de Claudio. Los cortesanos aparecen siempre en pareja, excepto en las ediciones que siguen el texto del Primer Folio, donde Guildenstern entra cuatro líneas después de Rosencrantz en el acto IV, escena 3.

## Rosencrantz y Guildensternde Gilbert
W. S. Gilbert (1874) es una comedia en la que Rosencrantz trama con su amigo Guildenstern para deshacerse de Hamlet, de modo que Rosencrantz pueda casarse con Ofelia. Descubren que Claudio ha escrito una obra de teatro. La obra literaria del rey es tan vergonzosamente mala que Claudio ha decretado que cualquiera que la mencione debe ser ejecutado. Consiguen el manuscrito y convencen a Hamlet para que lo represente. Cuando lo hace, Claudio decreta que debe morir, pero finalmente es convencido de desterrarlo a Inglaterra. Rosencrantz y Ofelia pueden ahora estar juntos.

## Rosencrantz y Guildenstern están muertos, de Stoppard
Los protagonistas de la obra y la película de Tom Stoppard y parecen no ser conscientes de su papel en el drama general. La obra es principalmente una comedia, pero a menudo tropiezan con profundas verdades filosóficas a través de sus disparatadas divagaciones. En la película, Rosencrantz inventa el sándwich y descubre la gravedad y el desplazamiento de volumen, entre otras cosas. Los personajes se alejan de sus epifanías tan rápidamente como llegan a ellas.
A veces, uno parece más iluminado que el otro, pero intercambian esta iluminación a lo largo del drama. Stoppard también llenó su obra de bromas que se refieren a la tendencia común de los actores de cambiar a Rosencrantz y Guildenstern en medio de la obra porque los personajes son básicamente idénticos. Lo hace haciendo que Rosencrantz y Guildenstern no estén seguros de quién es quién, así como haciendo que los otros actores (Claudio, Hamlet, Gertrudis) se refieran a ellos con frecuencia por nombres equivocados. Debido a la similitud de la obra con Esperando a Godot, Rosencrantz es comparado a veces con Estragón (uno de los vagabundos que esperan a Godot), y que comparte su tenue percepción de la realidad, mientras que Guildenstern es paralelo a Vladimir, que comparte su percepción analítica.